# Oporinia disjuncta
Oporinia disjuncta là một loài bướm đêm trong họ Geometridae.